# 内藤三津子
内藤 三津子（ないとう みつこ、1937年 - ）は日本の編集者。薔薇十字社元社長。

## 略歴
上海市東洋街生まれ。姉は遠藤麟一朗の妻。6人兄弟で女手ひとつで育つ。兄や姉らも、昭和20年代の雑誌『世代』（旧制一高学生による文芸誌で、いいだもも、中村稔、吉行淳之介らを輩出したことで知られる）や中山書店の編集者。
1960年、青山学院大学文学部英米文学科卒業。北原白秋の甥が経営する玄光社の『コマーシャルフォト』誌編集部で堀内誠一と出会う。薄給を理由に1年で同社を辞め、姉の紹介で中山書店に入社。『生物学大系』編集部を経て、8ヶ月で同社を退社。七曜社でのアルバイトを経て、1962年、重森弘淹や本多光夫（諸井薫）の紹介で新書館に入社。新書館では寺山修司を担当。『フォア・レディース』シリーズを手がけ、編集長として4年間在籍。『話の特集』編集部の後、1968年、天声出版の雑誌『血と薔薇』を企画、渋澤龍彦を編集長に第3号までの編集を担当。渋澤、堀内、種村季弘の協力を得て、1969年、薔薇十字社設立。田村隆一編集長の『都市』を出していた都市出版と合併後、1973年に倒産。出帆社を経て、1982年から2002年まで編集プロダクション「Nアトリエ」主宰。